# Toby Price

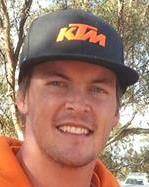
Toby Price 2013

Toby Price OAM (* 18. August 1987 in Hillston) ist ein australischer Motorradrennfahrer und ist mehrfacher australischer sowie internationaler Titelgewinner in verschiedenen Motocross- und Enduro-Wettbewerben sowie zweifacher Rallye Dakar Gewinner in der Motorradklasse.

## Karriere
Price begann 2004 im Alter von 16 Jahren seine Profikarriere. Er nimmt seit 2015 für das Red-Bull-KTM-Factory-Racing-Team an der Rallye Dakar teil und gewann diese als erster Australier 2016 und 2019. Als Gesamtsieger der FIM Cross-Country Rallies World Championship wurde er 2018 Weltmeister. Price verlor zur Rallye Dakar 2020 beim Versuch Paulo Gonçalves nach einem Sturz zu helfen eine Stunde und 20 Minuten und wurde schlussendlich Drittplatzierter in der Motorradwertung. Bei der Rallye Dakar 2023 erreichte Price mit 43 Sekunden nach Kevin Benavides den zweiten Platz, bei der Rallye Dakar 2024 den fünften Platz. KTM, für die Price seit 2010 die Rallye Dakar fuhr, verlängerte seinen Vertrag nach 2024 nicht mehr.
Für seine Verdienste um den Motorsport, insbesondere um den Motorrad-Langstrecken-Rennsport wurde er 2021 mit der Medaille des Order of Australia ausgezeichnet.